# Paranamera
Paranamera is een kevergeslacht uit de familie van de boktorren (Cerambycidae). De wetenschappelijke naam van het geslacht werd voor het eerst geldig gepubliceerd in 1935 door Breuning.

## Soorten
Paranamera omvat de volgende soorten:
- Paranamera ankangensis Chiang, 1981
- Paranamera excisa Breuning, 1942
- Paranamera malaccensis Breuning, 1935
- Paranamera oculata Hüdepohl, 1994